# 收益型基金
收益型基金是一種共同基金，以投資所產生的收益為目標。
收益型基金常被假設等同於債券型基金，然而收益型基金是持有股票（通常是那些有良好發放股利紀錄的企業)，更準確的稱呼為股票收益型基金,或是其他組合。
在這種情況下，相較於資本利得，投資者更感興趣的是固定收益，甚至打算永遠不出售該基金。